# Іслям I Ґерай
Ісля́м I Ґера́й (крим. I İslâm Geray, ۱اسلام گراى‎; ?-1536) — кримський хан у 1532 р. з династії Ґераїв, наступник Саадета I Ґерая, попередник Сахіба I Ґерая. Син Мехмеда I Ґерая, онук Менґлі I Ґерая.

## Біографія
Відразу після початку правління Саадета I Ґерая виступив проти нового хана, заручившись підтримкою роду Ширін. Повстання виявилося невдалим, Іслям Ґерай покаявся перед Саадетом I Ґераєм і був пробачений. 1531 року рушив до Хаджи-Тархану, де повалив місцевого хана Касима II. Панував тут за ріхними відомостями від  2 до 8 місяців, але втратив владу.
Водночас жорстка політика Саадета I Ґерая відносно кримських беїв знов зібрала незадоволених навколо Ісляма Ґерая. У 1532 р. він знову підняв повстання і виграв битву під Азаком. Саадет I Ґерай зрікся престолу, а Іслям I Ґерай на зборах беїв був проголошений ханом.
Правив впродовж 5 місяців. Іслям I Ґерай, зайнявши трон, опинився в непростому становищі: далеко не вся знать була схильна підтримувати його, а допомоги від Османської імперії чекати також не доводилося, оскільки він вирвав владу з рук вірного султанського союзника Саадета I Ґерая. У цій ситуації хан визнав за краще примиритися з султаном, пообіцявши погодитися з будь-якою кандидатурою, яку той запропонує на кримський трон. Ймовірно, Іслям I Ґерай сподівався, що султан затвердить на престолі його самого, проте той віддав ханське звання Сахібу I Ґеґаю, а сам Іслям I Ґерай був призначений при новому ханові калгою.
Декілька років Іслям I Ґерай жив у згоді з новим правителем, проте 1535 р. в черговий раз підняв заколот, пішов з Криму в причорноморські степи і заявив про відновлення своїх ханських повноважень. Намагався знайти союзника в особі московського князя.
Двовладдя Сахіба I Ґерая і Ісляма I Ґерая продовжувалося недовго. У 1536 р. Іслям I Ґерай був убитий мурзою, що бажав тим самим здобути прихильність Сахіба I Ґерая.